# Euroradar CAPTOR
El Euroradar CAPTOR (anteriormente ECR-90) es un radar de impulsos doppler mecánico multi-modo diseñado para el Eurofighter Typhoon
El radar se fabrica por el consorcio Euroradar y es un desarrollo del radar Blue Vixen de BAE Systems, desarrollado para el Sea Harrier. Euroradar está liderado por SELEX Sensors and Airbone Systems, (antes BAE Systems Avionics) e incluye EADS e Indra. El ECR-90 pasó a llamarse Captor cuando el proyecto pasó a la fase de producción.

## Desarrollo
La selección del radar se convirtió en un obstáculo importante en el proyecto ETP (lo que llegaría a ser el Eurofighter Typhoon). Reino Unido, Italia y España apoyaron el ECR-90, mientras Alemania prefería el APG-65 basado en el MSD2000 (resultado de una colaboración entre Hughes, AEG y GEX). finalmente se optó por el ECR-90.
Cada uno de los siete aviones Eurofighter de desarrollo (DA) tiene una responsabilidad específica en el programa de pruebas. El DA4 (Reino Unido) y el DA5 (Alemania) se encargaron de las pruebas del radar. Además se modificó el morro de un BAC 1-11 por el radomo del Eurofighter para realizar algunas pruebas.
El CAPTOR fue diseñado para usarse junto a misiles aire-aire de ataque más allá del horizonte (BVRAAM - Beyond Visual Range Air to Air Missile) y el Eurofighter llevará el MBDA Meteor. Al finalizar la Guerra Fría la misión original del Eurofighter ha pasado de ser un caza de defensa aérea con capacidades de ataque a tierra a un avión multipropósito. Por esto las capacidades de ataque a tierra del radar han sido mejoradas.

### Radares similares
- RBE2
- APG-63
- APG-65
- AN/APG-66
- RLPK-29
- N001
- PS-05/A